# Tom Clancy's Rainbow Six: Vegas 2
Tom Clancy's Rainbow Six: Vegas 2 es un videojuego, secuela de Tom Clancy's Rainbow Six: Vegas. Fue anunciado por Ubisoft el 20 de noviembre de 2007, y fue lanzado al mercado el 20 de marzo de 2008 para consola, mientras que el lanzamiento de PC quedó relegado al 15 de abril de 2008. El argumento está basado en detener a unos traficantes de armas químicas en Las Vegas.
Está disponible para PlayStation 3, Xbox 360 y Microsoft Windows.

## Argumento
El jugador asume el papel de Bishop, instructor de la unidad Rainbow, quién tuvo como alumnos a Logan Keller y Gabriel Nowak, protagonista y antagonista de la primera entrega respectivamente.
El juego transcurre antes, durante y después del Rainbow Six Vegas. Es posible apreciar enlaces entre las dos historias, pero la línea narrativa de esta segunda entrega puede entenderse relativamente bien sin haber jugado el primer juego de esta nueva serie.

## Misiones
- Negociaciones (Desarrollo: ): En el pico de los Pirineos, Francia, vemos a Bishop mirando el valle, nos indican que bajemos y nos reunimos con el resto de Rainbows. Alguien nos explica que los terroristas no están dispuestos a negociar y que tienen civiles, así que este se ofrece de negociador. Se ordena a Bishop dirigir al Equipo Bravo formado por aquel entonces por Gabriel Nowak y Logan Keller. Debemos abrirnos paso por los instalaciones, hacer unos pocos rapels y llegar hasta el punto indicado donde esperamos órdenes de Alpha. Nowak desesperadamente dispara ya que un civil estaba a punto de ser ejecutado, continuamos hasta un observatorio donde entramos en punto de control y acaba la misión.
- Emboscada (Desarrollo: ): Después de haber entrado al observatorio, Bravo y Alpha descubren que hay una bomba en el plantel así que debemos llegar hasta el lugar. Nowak intenta desarmarla pero el enemigo nos embosca. Nowak queda malherido pero Alpha llega a tiempo para salvarle.
- Tejados (Desarrollo: ): Cinco años después del incidente, Bishop es reasignado con Michael Walters, Jung Park y Sharon Judd a Las Vegas, Nevada, ciudad que tienen como objetivo los hermanos Miguel Y Álvarez Cabrero, sospechosos de elaboración de armas químicas. Nos vemos obligados a recorrer los tejados mientras un agente encubierto nos informa de la situación así que debemos rescatarlo. Una vez rapelamos y entramos es ejecutado...
- Club Nocturno (Desarrollo: ): Eliminar un gran número de terroristas en un club nocturno.

Y muchas más misiones que se descubren a lo largo del juego.

## Personajes

### Protagonistas
- Bishop: Principal personaje de la historia, su género, características físicas y uniforme varían, aunque ha estado en situaciones de peligro de muerte es rescatado.
- Knight: No disponible en campañas un jugador, Está disponible si jugamos en línea con un amigo.
- ,Logan Keller: Exmiembro de Rainbow, acompañó a Bishop en las dos primeras misiones en el Pico de los Pirineos, Francia.
- Michael Walter: Miembro de Rainbow, de origen afroamericano y experto en demolición, asistió a Bishop en Las Vegas. Su papel era vital ya que desarmaba bombas
- Jung Park: Exmiembro de la Armada de Corea, asume papeles vitales en computación.
- Sharon Judd: Miembro de Rainbow, Asiste a Bishop en casi todo el juego. En la misión "Ático de Lujo" ésta dice que por eso se unió a Rainbow por sus conocimientos, pero es disparada por un francotirador y herida al instante. El piloto Gary Kenyon trata de mantener en vuelo al helicóptero para que el equipo aterrice sano y salvo en la azotea.
- Domingo "Ding" Chávez / Six: Jefe de Rainbow. Este personaje aparece muy poco. A veces nos asiste, y aparece al final del juego diciéndole a Bishop que hizo un buen trabajo.

### Antagonistas
- : Miguel Cabrero: Sospechoso de elaborar armas químicas, es buscado por el pelotón de Bishop y es perseguido por casi toda Las Vegas. Después de inspeccionar el centro recreativo (contaminado por un gas letal) descubren que Cabrero se escondía en un traje de Hazmat, provocando una persecución por el área residencial. Tras atraparlo, este menciona que su hermano Álvarez Cabrero llevó una bomba al centro de convenciones de Las Vegas. Después de declarar, éste agarra un arma apuntando a Bishop. Si el jugador le dispara a tiempo, éste morirá. Si no, disparamos Cabrero, nos dispara y mata a Bishop.
- : Álvarez Cabrero: Sospechoso de elaborar armas químicas, es buscado por el pelotón de Bishop. Es perseguido por el centro de convenciones, El Monorail, hasta que confirman su ubicación en un aeródromo de las Vegas. Una vez llegamos, vemos a Gabriel Nowak, ex-Rainbow, conversando con él sobre el dinero. Éste le dispara causando su muerte.
- : Gabriel Nowak: Exmiembro de Rainbow, después de ser despedido por Six por disparar sin permiso causando la muerte del negociador de los EE. UU.. Se desconocía su paradero. Hasta el aeródromo, donde el jugador descubre que Nowak hace negociaciones con Cabrero. Éste le dispara a Cabrero, robando el dinero y luego es encontrado en una hacienda en Costa Rica, donde es perseguido. Éste manda un helicóptero armado para atacar a Bishop pero falla. Después es descubierto hablando. Nowak tratando de asesinarle, le apunta con un arma, pero Bishop dispara causándole la muerte, y terminando el juego.

### Mencionados
- Turner: Agente Hazmat, confundido con Cabrero, se desconoce su identidad.
- Agente de la NSA: Después de la extracción, le indica a Bishop sobre la posición de Cabrero. Fue él quien rescató a Bishop de la muerte, dado el tiroteo en el Aeródromo. Lo que Bishop no sabía es que en realidad era Gabriel Nowak descubriéndolo en el hangar del aeródromo sin su pasamontañas negociando con Álvarez Cabrero.
- Gary Neville: Agente encubierto, sirvió de cebo para indicar los planes de Miguel. Antes de ser rescatado, es ejecutado por un enemigo.

## Sistema de juego
El personaje principal del juego "Bishop", que se puede personalizar, pudiendo variar su género y apariencia, de acuerdo al gusto del jugador.
Este juego usa el mismo tipo de sistema de salud que el Rainbow Six Vegas original, es decir, que se regenera poco a poco. La vista es en primera persona excepto si se está cubierto detrás de una pared o algo similar.
Ubisoft ya ha cubierto el parche de que la IA pueda oír los disparos sin silenciador o los ruidos de Granadas o C-4. Los desarrolladores han seguido optando por no poner vídeos. El sistema de rangos y el P.E.C o Persistent Élite Creator ha evolucionado desde el primer juego.
La gran mayoría de las armas son desbloqueables por el rango que tengas o el EMCA que significa Especialización y Mejora de Combate Avanzado, se puede aumentar según como elimines a terroristas.

## Recepción
El juego recibió críticas generalmente positivas de los críticos. GameRankings y Metacritic le dieron un puntaje de 83.56% y 81 de 100 para la versión de PlayStation 3; 82.77% y 82 de 100 para la versión de Xbox 360; y 78.39% y 78 de cada 100 para la versión de PC.
En la edición de abril de 2008 de Game Informer, Tom Clancy's Rainbow Six: Vegas 2 recibió una puntuación de 9.25 sobre 10. IGN le dio a la versión de Xbox 360 un 8.4 de 10 y la versión de PlayStation 3 a 8.2 para la versión original, y una 8.4 para su edición limitada, donde la crítica principal era que el juego era muy similar al primero, y citando ligeros problemas de framerate en la versión de PS3. TeamXbox le dio al juego una puntuación de 8.4 sobre diez y dijo que "definitivamente vale la pena verlo, pero no esperes mucha más emoción que la primera vez que usaste Lockdown en esa consola negra y gorda".